# Милен Марчев
Милен Христов Марчев е български журналист, копирайтър и продуцент, работил в някои от най-популярните печатни медии през 90-те години на ХХ век, в две големи международни рекламни агенции и като директор комуникации в Брюксел.

## Журналист
Той започва кариерата си през 1991 година с основаването на националния всекидневник 24 часа, където е завеждащ отдел. През 1996 година става редактор, а година по-късно и главен редактор на седмичното политическо списание СЕГА, предшественик на вестник Сега. През 1999 година заедно с известния диджей и радиоводещ Ясен Петров създава месечното лайфстайл списание „Метрополис“, което излиза само в продължение на две години. В последните години Марчев пише като външен автор за Радио Свободна Европа.

## Рекламист
През 2000 година Милен Марчев започва в рекламната индустрия, като тръгва от копирайтър в софийския клон на международната агенция BATES. Тогава агенцията е представлявана в България от сръбската „S Team“, по-късно трансформирана в „Ню Момент“ – една от най-успешните български рекламни агенции в периода 2000 – 2015 г[източник? (Поискан днес)]. 

## Специалист по Комуникации
През 2015 година е поканен да поеме длъжността директор комуникации в централата на Партията на европейските социалисти в Брюксел, където работи и до днес.

## Училища, хоби и други
Милен Марчев, както и много други български журналисти, е възпитаник на Националната гимназия за древни езици и култури, където през 1984 година участва в създаването на рок група Б.Т.Р.
Той е и запален мотоциклетист, като няколко години организира в България международното събитие Distinguished Gentleman's Ride.